# WINS (AM)
WINS (1010 AM)，是一家位于纽约市的中波广播电台。该电台由Audacy所有，节目以新闻为主。除了通过模拟传输外，1010 WINS还可通过高清数字广播 (HD radio)和互联网播出。
1010 WINS的信号可覆盖纽约州南部和新泽西州北部。该电台同时也是当地收听率较高的电台之一。